# Heteropoda leprosa
Heteropoda leprosa este o specie de păianjeni din genul Heteropoda, familia Sparassidae, descrisă de Simon, 1884. Conform Catalogue of Life specia Heteropoda leprosa nu are subspecii cunoscute.